# Klangonan
Klangonan is een bestuurslaag in het regentschap Gresik van de provincie Oost-Java, Indonesië. Klangonan telt 2556 inwoners (volkstelling 2010).